# دماغه پسچانی
دماغه پسچانی (انگلیسی: Cape Unslicht) یک دماغه در سرزمین کراسنویارسک کشور روسیه است.